# Gentský systém
Gentský systém je systém podpor v nezaměstnanosti, jímž se přenáší povinnost vyplácet nezaměstnaným peněžitou podporu ze státních orgánů na odborové organizace, částečně dotované státem. Podporu v nezaměstnanosti mohl podle gentského systému dostat jenom odborově organizovaný pracující.
Pojem je odvozen od belgického města Gent, kde byl poprvé zaveden. Verze gentského systému dnes fungují ve Švédsku, Dánsku, Finsku a na Islandu.
Za první republiky byl gentský systém prosazen v roce 1921 a zaveden v roce 1925, především díky Sociální demokracii. Systém byl kritizován především ze strany komunistů a komunistických rudých odborů, kterým omezoval odborovou práci.